# Synchlora tricoloraria
Synchlora tricoloraria är en fjärilsart som beskrevs av Alpheus Spring Packard 1873. Synchlora tricoloraria ingår i släktet Synchlora och familjen mätare. Inga underarter finns listade i Catalogue of Life.